# Myles Cale
Myles Cale (Middletown, 5 marzo 1999) è un cestista statunitense.

## Carriera

### Nazionale
Con la nazionale statunitense ha disputato i Giochi panamericani del 2019, in cui ha vinto la medaglia di bronzo.

## Statistiche

### College
| Anno      | Squadra            | PG  | PT  | MP   | TC%  | 3P%  | TL%  | RP  | AP  | PRP | SP  | PP   |
| --------- | ------------------ | --- | --- | ---- | ---- | ---- | ---- | --- | --- | --- | --- | ---- |
| 2017-2018 | Seton Hall Pirates | 34  | 5   | 17,2 | 46,7 | 28,3 | 62,9 | 1,6 | 0,6 | 0,6 | 0,1 | 4,3  |
| 2018-2019 | Seton Hall Pirates | 34  | 34  | 30,1 | 41,1 | 37,8 | 66,7 | 4,1 | 1,2 | 0,8 | 0,1 | 10,2 |
| 2019-2020 | Seton Hall Pirates | 30  | 25  | 23,0 | 38,7 | 28,4 | 58,3 | 3,7 | 0,9 | 1,0 | 0,1 | 6,0  |
| 2020-2021 | Seton Hall Pirates | 27  | 27  | 30,9 | 44,8 | 36,9 | 72,4 | 3,6 | 0,9 | 1,0 | 0,1 | 11,6 |
| 2021-2022 | Seton Hall Pirates | 29  | 29  | 28,9 | 42,2 | 35,9 | 62,5 | 3,9 | 1,0 | 1,5 | 0,1 | 9,8  |
| Carriera  | Carriera           | 154 | 120 | 25,8 | 42,4 | 34,6 | 65,2 | 3,4 | 0,9 | 1,0 | 0,1 | 8,2  |

### Eurocup
| Anno      | Squadra       | PG | PT | MP   | TC%  | 3P%  | TL%  | RP  | AP  | PRP | SP  | PP   |
| --------- | ------------- | -- | -- | ---- | ---- | ---- | ---- | --- | --- | --- | --- | ---- |
| 2024-2025 | Aquila Trento | 18 | 18 | 25,1 | 44,6 | 31,4 | 92,0 | 2,8 | 1,5 | 0,8 | 0,2 | 10,7 |
| Carriera  | Carriera      | 18 | 18 | 25,1 | 44,6 | 31,4 | 92,0 | 2,8 | 1,5 | 0,8 | 0,2 | 10,7 |

## Palmarès
- Coppa del Belgio: 1

Limburg United: 2024
- Coppa Italia: 1

Aquila Trento: 2025